# Epinecrophylla fulviventris
El hormiguerito leonado (Epinecrophylla fulviventris), también denominado hormiguerito barbiescamado (en Colombia), hormiguerito café (en Costa Rica, Honduras y Nicaragua) u hormiguerito ventrifulvo (en Ecuador), es una especie de ave paseriforme perteneciente al género Epinecrophylla de la familia Thamnophilidae. Es nativo de América Central y del noroeste de América del Sur.

## Distribución y hábitat
Se distribuye por la pendiente caribeña desde el extremo sureste de Honduras, hacia el sur por Nicaragua, Costa Rica, hasta el oeste de Panamá, de allí por ambas pendientes hacia el este desde Veraguas, y Colombia(por la pendiente del Pacífico, desde la base del extremo norte de los Andes hacia el este hasta Santander, y desde el valle del Magdalena hacia el sur hasta Antioquia y Boyacá) y oeste de Ecuador (al sur hasta El Oro).
Esta especie es considerada bastante común en el sotobosque de selvas húmedas, principalmente debajo de los 1100 m de altitud, y en crecimientos secundarios altos adyacentes.
Fue registrada en la cordillera central, municipio de Palmira, corregimiento la quisquina finca agroturistica UTOPIA, en la reexpedición Colombia Frank chapman realizada por diversas universidades del país

## Descripción
El hormiguerito leonado mide típicamente 10 cm de largo y pesa 10,5 g. Ambos sexos tienen las partes superiores de color café oliva, las partes inferiores de un color marrón claro más pálido, y alas negruzcas con bordes beige. El macho adulto tiene la garganta negruzca, con manchas blancas en gran medida, un lavado de color grisáceo en el pecho y lados oscuros en la cabeza. La hembra adulta tiene una garganta y el centro del pecho beige. Las aves jóvenes son más brillantes y más canela que los adultos, con los bordes de las alas menos distinguibles y rayas pálidas en las partes inferiores. El llamado de esta especie es un agudo chillido, y el canto es un fuerte tseek-tseek-tseek-tseek.

## Comportamiento
El hormiguerito leonado se encuentra generalmente en parejas o pequeños grupos, pero a menudo constituye el núcleo de una bandada de especies mixtas al momento de alimentarse. Se alimenta de huevos, larvas y de insectos y arañas adultas, tomado de hojarasca, bases de epífitas y ovillos de vid en la vegetación baja o en el suelo. Esta es un ave común en el sotobosque de bosques húmedos y en altas vegetaciones secundarias adyacentes. La hembra pone dos huevos lila o rojo-marrón con manchas blancas, que son incubados por ambos sexos, en un nido de 15 cm de profundidad construido a partir de fibras vegetales y hojas muertas. El nido está suspendido desde la última bifurcación de una rama delgada de menos de 2 m hacia arriba. El macho y la hembra alimentan a los polluelos. En los límites territoriales, los machos se posan 30 cm de distancia con la cabeza baja y el plumaje hinchado y se balancean en direcciones opuestas.

## Sistemática

### Descripción original
La especie E. fulviventris fue descrita por primera vez por el ornitólogo estadounidense George Newbold Lawrence en 1862 bajo el nombre científico Myrmetherula (sic) fulviventris; localidad tipo «Lion Hill, Zona del Canal, Panamá».

### Etimología
El nombre genérico femenino «Epinecrophylla» proviene del griego «epi»: sobre, «nekros»: muerto, y «phullon»: hoja; significando «sobre hojas muertas», reflejando la fuerte predilección de las especies de este género por buscar insectos en hojas muertas colgantes; y el nombre de la especie «fulviventris», proviene del latín «fulvus»: leonado y «venter»: vientre; significando «de vientre leonado».

### Taxonomía
Diversos autores sugirieron que el género Myrmotherula no era monofilético, uno de los grupos que fueron identificados como diferente del Myrmotherula verdadero fue el grupo de garganta punteada o haematonota, cuyos miembros comparten similitudes de plumaje, de hábitos de alimentación y de vocalización. Finalmente, análisis filogenéticos de la familia conducidos por Isler et al. (2006), incluyendo 6 especies del grupo haematonota y más 12 de Myrmotherula, encontraron que los dos grupos no estaban hermanados. Para aquel grupo fue descrito el género Epinecrophylla. La separación en el nuevo género fue aprobada por la Propuesta N° 275 al South American Classification Committee (SACC) en mayo de 2007.
A pesar de que han sido descritas tres subespecies, costaricensis (del sur de Honduras al oeste de Panamá), salmoni (centro de Colombia) y viduata (noroeste de Ecuador), el diagnóstico de las mismas y sus zonas geográficas son inciertos; son necesarios más estudios. Es monotípica.